# 검투사의 입장
검투사의 입장 작품번호 68은 체코의 작곡가 율리우스 푸치크가 1897년에 작곡한 군가이다.
일반적으로 이 행진곡은 3가지 부분으로 나누어진다. 첫번째 부분에서는 트럼펫이 이끄는 멜로디와 여러 가지 보조 파트가 포함되어 있다. 2번째, 3번째 부분은 저음의 금관악기 (주로 튜바)가 반음계와 같은 역할을 대신하는 부분이다. 마지막으로 목관악기와 저음의 금관악기 사이에 강한 균형이 있는 트리오 또는 더 부드러운 멜로디가 있다. 트리오는 반음계와 같은 소리로 2/3와 유사한 부분이 있다.

## 같이 보기
- 서커스 음악